# David Weller
David Weller (né le 11 février 1957 à Portmore) est un coureur cycliste jamaïcain. Il a participé à trois Jeux olympiques, de 1976 à 1984, et a été médaillé de bronze du kilomètre aux Jeux de 1980. C'est la seule médaille olympique obtenue par un Jamaïcain dans un autre sport que l'athlétisme. Il est désigné personnalité sportive jamaïcaine de l'année en 1979 et 1980.

## Palmarès

### Jeux olympiques
- Montréal 1976
  - 11e du kilomètre (en)[1].
- Moscou 1980
  -  Médaillé de bronze du kilomètre (en)[2].
- Los Angeles 1984
  - 6e du kilomètre (en)[3].

### Jeux du Commonwealth
- Edmonton 1978
  -  Médaille de bronze de la vitesse individuelle.

### Jeux panaméricains
- Mexico 1975
  -  Médaillé d'argent du kilomètre.
- San Juan 1979
  -  Médaillé d'argent du kilomètre.
  - Quatrième de la vitesse individuelle[4].
- Caracas 1983
  -  Médaillé de bronze du kilomètre.

### Championnats panaméricains
- Saint-Domingue 1978
  -  Médaillé de bronze du kilomètre.
  - Quatrième de la vitesse individuelle[5].

### Jeux d'Amérique centrale et des Caraïbes
- Medellín 1978
  -  Médaillé d'or du kilomètre[6].
  -  Médaillé d'or de la vitesse individuelle[7].